# Латиф, Шазад
Шазад Латиф (англ. Shazad Latif; род. 8 июля 1988, Лондон, Англия) — британский актёр. Номинант премий IGN Award и SFC Award.

## Ранние годы
Латиф родился в Лондоне. При рождении получил имя Икбал Амин. Рос в районе Tufnell Park на севере Лондона. У него пакистанские, английские и шотландские корни. Отец Латифа родом из Пакистана.
Учился в театральной школе Бристольского театра Олд Вик. Выступал в таких постановках театра, как «Король Лир» (в роли Герцога Корнуэльского), «Школа злословия» (в роли Джозефа Серфеса). Он бросил школу на год раньше срока, сразу как получил роль в сериале «Призраки».

## Карьера
После «Призраков» актёр снимался в культовом сериале «Черное зеркало» (эпизод Национальный гимн), а после — в таких проектах, как «Тост из Лондона», «Отель «Мэриголд». Заселение продолжается», «Человек, который познал бесконечность». В 2016 году присоединился к актёрскому составу фэнтези-сериала «Страшные сказки» в роли доктора Джекила (и мистера Хайда), годом позже — к касту научно-фантастического сериала «Звёздный путь: Дискавери» в роли лейтенанта Эша Тайлера.
В 2018 году на Берлинском международном кинофестивале состоялась премьера триллера Тимура Бекмамбетова «Профиль», в котором Латиф исполнил одну из главных ролей. Фильм стал лауреатом Panorama Audience Award. В том же году в прокат вышел трилер «Пассажир» c Лиамом Нисоном, в котором Латиф сыграл Винса.
В ноябре 2021 года в СМИ появилась информация о том, что Шазад Латиф сыграет Капитана Немо в предстоящем сериале Disney «Наутилус». Ранее, в том же году можно было увидеть Латифа на BBC One в мини-сериале «В поисках любви» с Лили Джеймс. Скоро актёров снова можно будет увидеть вместе в одном проекте, а именно, в грядущем ромкоме Шекхара Капура «При чём тут любовь?». Фильм выйдет в российский прокат в начале марта 2023 года. В картине также сыграла Эмма Томпсон.

## Другое
В то время как его персонаж в сериале «Призраки» является технологическим экспертом, в реальной жизни Латиф — самопровозглашенный технофоб.

## Избранная фильмография
- Призраки (Тарик Масуд)
- Чёрное зеркало (Мехди Рабуд)
- Отель «Мэриголд». Заселение продолжается (Кушал)
- Человек, который познал бесконечность (Чандра Махаланобис)
- Страшные сказки (доктор Джекил)
- Звёздный путь: Дискавери (Эш Тайлер)
- Профиль (Билел)
- Пассажир (Винс)
- В поисках любви (Альфред Винхэм)
- При чём тут любовь? (Казим)
- Наутилус (Капитан Немо)